# William Heytesbury
William Heytesbury (William of Heytesbury, auch Gugliemus Hentisberus oder Tisberus; * vor 1313; † 1372 oder 1373) war ein Philosoph und Logiker, - und einer der bekanntesten der Oxford Calculators (oder Mertonian Calculators) am Merton College, zusammen mit Thomas Bradwardine, John Dumbleton, Richard Kilvington und Richard Swineshead.

## Leben
Heytesbury wurde vor 1313 geboren, vermutlich im County Wiltshire, Diözese Salisbury. Im Jahre 1330 wurde er am Merton College zum Fellow ernannt. Er amtierte 1338/1339 als Erster Finanzverwalter (Bursar) am Merton College, und obwohl er auch ein Fellow am Queen’s College im Jahre 1340 wurde, kehrte er ans Merton College zurück. 1348 promovierte er zum Doktor der Theologie. 1371 bis 1372 war er Chancellor der Universität Oxford.
Er starb im Winter 1372/1373.

## Wirken
In seiner Arbeit wandte er logische Verfahren zu den Problemlösungen der Unendlichen Teilbarkeit, des Kontinuums und der Kinematik an. Er bearbeitete diese logischen Probleme, indem er die Suppositionstheorie auf die logische Darstellung problematischer Aussagen (Sophismen) anwendete.
Seine Arbeiten hatten Einfluss auf die Entwicklung der frühen modernen Wissenschaften. Er entwickelte das Mean Speed Theorem (Berechnung der Distanz in einem Zeitraum unter einheitlicher Beschleunigung) und war Wegbereiter der mathematischen Analyse des Kontinuums des 19. Jahrhunderts (z. B. Finite-Elemente-Methode).
Heytesburys Hauptwerk war Regulae solvendi sophismata (Rules for Solving Sophisms) (1335).

## Heytesburys Logik
Konstanten, Variablen und Funktionen der Prädikatenlogik: 

∀ = ein Existenzquantor 

∃ = ein Universalquantor
- Gegenwärtiges existiert zwischen Vorherigem und Zukünftigem: 
 ∀x → ∃y    (Als Variablen: x = "eine Zeit nach dem Jetzt", y = "eine Zeit vor dem Jetzt")
- Der Mensch lebt in einem Kontinuum oder Individuen existieren zwischen Vorherigem und Zukünftigem: 
 ∀x → ∃y     (Als Variablen: x = "eine Zeit nach dem Gegenwärtigen", y = "ein Mensch" — Folgerung: y existiert in x)

## Einfluss
Heytesburys Werke beeinflussten das Wirken folgender Wissenschaftler:
- Pietro Alboini da Mantova (auch: Petri Alboini Mantuani, Pietro degli Alboini da Mantova) († 1400), De Instanti und Logica
- Paulus Venetus († 1429), Summa Naturalium und Sophismata
- Kajetan von Thiene (1387–1465), Heytesbury Kommentare  (ca. 1422–1430)
- Paolo da Pergola († 1456), Heytesbury Kommentare

## Werke
- 1335 Regulae solvendi sophismata. (Rules for Solving Sophisms)
  - 1. On insoluble sentences. (Selbst-referenzierende Paradoxien)
  - 2. On knowing and doubting. (Wissen und Zweifel und deren inhaltliche Zusammenhänge)
  - 3. On relative terms. (Voraussetzungen der Relativpronomen)
  - 4. On beginning and ceasing. (Anfangen und Aufhören)
  - 5. On maxima and minima. (Grenzen der Kapazität)
  - 6. On the three categories. (Geschwindigkeit und Beschleunigung in Beziehung zu Ort, Quantität und Qualität)
- De probationibus conclusionum tractatus regularum solvendi sophismata. (On the Proofs of Conclusions from the Treatise of Rules for Resolving Syllogisms.) Pavia 1483
- De sensus composito et diviso. (On the Compound and Divided Senses.) Bonetus Locatellus (Hrsg.) (1483)
- De veritate et falsitate propositionis. (Truth and Falsehood of Premises.) Bonetus Locatellus (Hrsg.) (1483)
- De tribus praedicamentis.
- Liber Calculationum.